# Шкаравский, Фауст Иосифович
Фауст Иосифович Шкаравский (16 июля 1897, село Куковка, Подольская губерния, Российская империя —1975) — участник Великой Отечественной войны, полковник, судебный медик, кандидат медицинских наук.
Выполнял служебные обязанности в различных видах деятельности советских войск, в частности, в Сталинградской и Курской битвах, в Белорусской, Висло-Одерской, Варшавско-Познанской, Берлинской и других операциях.

## Биография
Родился 16 июля 1897 года в селе Куковка, Подольской губернии. По данным наградных листов времен Великой Отечественной войны — украинец.
Беспартийный.
В 1925 году окончил Киевский медицинский институт.
В предвоенные годы — был гражданским судебно-медицинским экспертом в Киеве, затем — старшим ассистентом кафедры судебной медицины Киевского медицинского института и Киевского института усовершенствования врачей, работая вместе с киевскими профессорами судебной медицины — Ю. С. Сапожниковым и А. М. Гамбург.
В РККА с 25 мая 1941 года. Призван Кировским РВК г. Киева. Служил помощником начальника (он же — судебно-медицинский эксперт) патолого-анатомических лабораторий ПАЛ-85 до ноября 1942 года и ПАЛ-82 в составе Юго-Западного с июля 1941 по июль 1942. С декабря 1942 года — в 38-й армии Сталинградского, Донского (октябрь 1942 — февраль 1943) и Центрального (до июля 1943) фронтов.
Военврач 2-го ранга (суд.мед.эксперт ФПАЛ № 2) Шкаравский приказом № 121/н от 27.02.1943 ВС Донского фронта награждён медалью «За боевые заслуги» — за проведение в г. Купянске 1500 экспертиз, позволивших снять обвинение в членовредительстве с более чем 1400 бойцов РККА, вскрытие более чем 800 трупов, что повлекло выявление множества врачебных ошибок, и осмотр во время битвы в Сталинграде более 100 бойцов, что позволило им избежать судебной ошибки.
Награждён медалью «За оборону Сталинграда».
Приказом по 1-му Белорусскому фронту № 198/н от 25.08.1944 года подполковник медицинской службы Шкравский — главный суд.мед.эксперт военно-санитарного управления 1-го Белорусского фронта — награждён орденом Красной Звезды.
В конце войны был в должности главного судебно-медицинского эксперта Центрального фронта, 1-го Белорусского фронта и Группы оккупационных войск в Германии. Возглавлял экспертную комиссию по исследованию останков вождей Третьего рейха и членов их семей, в частности, Гитлера и Геббельса.

Воистину знаменательно — Адольфа Гитлера анатомировали под руководством доктора Фауста!— Ржевская E. M.[militera.lib.ru/memo/russian/pzhevskaya_em2/18.html Берлин, май 1945: Записки военного переводчика]
Приказом ВС 1-го Белорусского фронта № 652/н от 18.06.1945 года награждён орденом Отечественной Войны 1-й степени за подготовку кадров, активную работу подчиненных на всех участках фронта, содействию с военной прокуратурой, выявление случаев членовредительства и активную помощь и участие в комиссии по выявлению преступлений нацистских войск и способов их совершения в концлагере Майданек.
После войны, с 1946 по 1962 годы, работал в Киеве главным судебно-медицинским экспертом Киевского военного округа.
Кандидатская диссертация была написана на тему «Изменения в легких и печени при смерти от утопления» (Киев, 1951).
В 1962 году вышел в отставку, находился на пенсии.
Умер летом 1975 года.
После смерти Ф. И. Шкаравского документы из его личного архива перешли к Александру Александровичу Грабовскому, который служил судмедэкспертом Киевского военного округа под началом полковника Шкаравского.

## Награды
- орден Отечественной войны I степени (16 июня 1945)
- орден Красной Звезды (25 августа 1944)
- медали, в том числе
  - медаль «За отвагу» (27 февраля 1941).